# Ricki Lake
Ricki Pamela Lake (ur. 21 września 1968 w Nowym Jorku, USA), amerykańska aktorka.